# Hafren

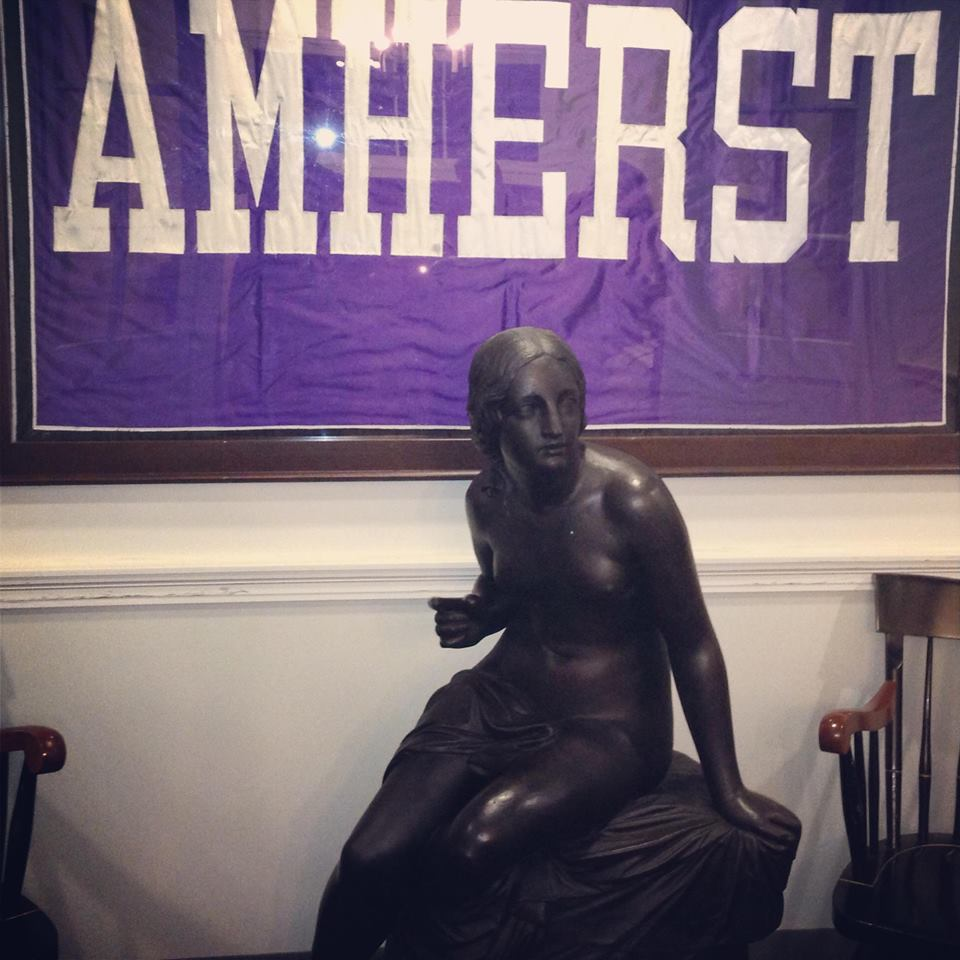
Una statua raffigurante Sabrina all'Amherst College

Hafren o Habren (medio gallese Habren, gallese moderno Hafren), latinizzato in Sabrina, è, nella mitologia e letteratura britannica, la ninfa del fiume Severn.
Il suo nome è attestato nella Historia Regum Britanniae di Goffredo di Monmouth, e nelle opere di John Milton e Edmund Spenser.

## Historia Regum Britanniae
Goffredo di Monmouth fa di Hafren la figlia del re dei britanni Locrino e della sua seconda moglie Estrildis, figlia del re dei germani. Locrino, pur essendo innamorato di Estrildis, accetta di sposare Gwendolen, ma alla morte del padre di lei, Corineo, ripudia Gwendolen e sposa Estrildis. Gwendolen allora raduna un esercito e muove guerra a Locrino, uccidendolo in battaglia. Successivamente, condanna a morte Estrildis e Hafren, annegandole nel fiume Severn, che da quest'ultima prenderà il nome.

## Menzioni successive
Hafren appare come "Sabrina" nel masque Comus di John Milton del 1634, in cui viene descritta come una dea acquatica, e nel poema La regina delle fate di Edmund Spenser del 1590.